# Ugo Humbert
Ugo Humbert (Metz, 26 giugno 1998) è un tennista francese.
I migliori ranking ATP di questo mancino d'oltralpe sono il 13º posto raggiunto in singolare nell’aprile 2024 e il 348º in doppio nell'agosto 2024. In singolare ha conquistato sette titoli del circuito maggiore, tra i quali l'ATP 500 di Halle 2021 e Dubai 2024, e diversi altri nei circuiti minori.

## Carriera

### Tra gli juniores
Gioca nell'ITF Junior Circuit tra il 2012 e l'inizio del 2016, e vince in totale 4 titoli in singolare, tra cui uno di Grade 1, e tre in doppio. I migliori risultati nei tornei maggiori sono la semifinale con la squadra francese nella Coppa Davis Junior del 2014 e la finale raggiunta in doppio assieme a Geoffrey Blancaneaux all'Abierto Juvenil Mexicano 2015. Nel gennaio 2016 si spinge fino al 18º posto del ranking mondiale juniores.

### 2014-2017: inizi da professionista e primi titoli Futures
Inizia a giocare regolarmente nel circuito ITF alla fine del 2014 e conquista il primo titolo in doppio nell'agosto 2017 a Minsk in coppia con Maxime Cressy. Il mese successivo vince il primo titolo ITF in singolare sul veloce di Bagnères-de-Bigorre, torneo al quale era stato ammesso grazie ad una wild card. Due settimane dopo fa la prima esperienza nel circuito ATP con una wild card  per le qualificazioni del 250 di Metz, e dopo il successo su Durán viene eliminato da Bolelli. A fine anno disputa le qualificazioni al Masters 1000 di Parigi e ottiene il primo successo contro un top 100 sconfiggendo il nº 73 ATP Thomas Fabbiano, ed esce di scena al turno successivo per mano di Sousa.

### 2018: primi titoli Challenger
Nel 2018 conquista altri tre titoli Futures in singolare tra febbraio e luglio, partecipa per la prima volta alle qualificazioni di uno Slam al Roland Garros e viene subito estromesso da Bemelmans; nello stesso torneo gioca nel tabellone principale in doppio il suo primo incontro Slam, in coppia con Antoine Hoang. Tra giugno e luglio e vince altri due titoli in doppio ITF in Francia. Subito dopo raggiunge le prime tre finali in carriera nel circuito Challenger: a Gatineau è Klahn a batterlo in due set mentre a Granby viene sconfitto da Polansky. La terza e finalmente vittoriosa finale arriva a Segovia dove si impone su Menéndez-Maceiras per la conquista del primo titolo Challenger.
Ad agosto debutta in singolare nel tabellone principale di un torneo del Grande Slam agli US Open al quale accede superando nei turni di qualificazione Krstin, Nakashima e Polmans, vince il primo incontro nel circuito maggiore battendo Collin Altamirano e perde al secondo turno contro Stan Wawrinka. In settembre entra per la prima volta nel tabellone di un ATP 250 al torneo di Metz e sconfigge al primo turno Bernard Tomić. A fine anno vince i Challenger di Ortisei e di Andria, superando nelle rispettive finali Herbert e Baldi. Dopo aver raggiunto l'84ª posizione ottobre, Humbert chiude il 2018 a ridosso della top 100.

### 2019: ottavi a Wimbledon e top 50
Supera le qualificazioni sia a Brisbane, dove viene subito eliminato da Uchiyama, che a Auckland, dove supera un turno contro Cuevas e viene eliminato da Kohlschreiber. Il debutto agli Australian Open lo vede affrontare un combattuto derby con Chardy, dal quale esce sconfitto dopo oltre quattro ore di gioco. Eliminato al primo turno da Tsonga, futuro vincitore del torneo, a Montpellier, conquista il quarto titolo Challenger a Cherbourg battendo in finale Darcis. A Marsiglia raggiunge la prima semifinale ATP battendo Gulbis, il nº 13 del mondo Ćorić e Bachinger prima di cedere a Kukuškin. A Indian Wells supera le qualificazioni e perde al primo turno contro Marterer; esce al primo turno anche nell'altro Masters 1000 americano di Miami così come sulla terra di Marrakech. Alle qualificazioni di Montecarlo viene eliminato da Rublev. Dopo il secondo turno di Lione debutta in singolare al Roland Garros con una sconfitta per mano di Popyrin.
Inizia la stagione sull'erba con l'eliminazione al debutto a 's-Hertogenbosch, esce quindi nei quarti al Challenger di Ilkley e al secondo turno ad Antalya. Raggiunge per la prima volta gli ottavi di finale in uno Slam a Wimbledon, al primo turno approfitta del ritiro nel quinto set del nº 15 del mondo Monfils, elimina poi Granollers e Auger-Aliassime e viene sconfitto dal nº 1 del mondo Đoković per 6-3, 6-2, 6-3. Grazie a questo risultato entra per la prima volta in top 50 e consolida la sua posizione con la semifinale di Newport, persa contro Isner.
Dopo aver disputato il secondo turno ad Atlanta e il terzo a Winston-Salem, viene eliminato da Copil al quinto set al primo turno agli US Open. Vince il Challenger di Istanbul battendo in finale Istomin e in ottobre torna a disputare una semifinale ATP ad Anversa battendo prima Kovalik, poi i top 20 Goffin e Pella, prima di arrendersi all'ex nº 1 del mondo Andy Murray. In chiusura di stagione si impone nel Challenger di Brest e partecipa alle Next Gen ATP Finals dove viene eliminato con le sconfitte nel girone contro Ymer e Tiafoe ed è ininfluente il successo sul futuro vincitore della manifestazione, Jannik Sinner. Chiude l'anno alla 57ª posizione della classifica ATP.

### 2020: primi due titoli ATP e Top 30
Eliminato al terzo turno all'esordio stagionale al Challenger di Bendigo, a Auckland supera in sequenza Ruud, Cecchinato, i top 20 Shapovalov e in semifinale Isner. Disputa la prima finale ATP contro Paire e si impone 7-6 nel terzo parziale, diventando il primo francese ad aggiudicarsi questo titolo e iscrivendo per la prima volta il proprio nome nell'albo d'oro di un torneo del circuito maggiore; il successo gli garantisce il rientro tra i primi cinquanta del mondo. Eliminato al primo turno agli Australian Open e a Montpellier, raggiunge i quarti a New York, la semifinale a Delray Beach e il secondo turno nell'ATP 500 di Acapulco, dove viene battuto da Taylor Fritz. Quando a inizio marzo il tour viene interrotto a causa della pandemia di Covid Humbert è al suo best ranking alla 42ª posizione mondiale.
Alla ripresa delle attività viene eliminato al debutto al Cincinnati Masters e raggiunge il secondo turno agli US Open eliminando Sugita, perde nel match successivo da Berrettini. Raggiunge gli ottavi al Masters di Roma con i successi su Anderson e Fognini prima della sconfitta contro Shapovalov. All'ATP 500 di Amburgo si impone al primo turno sul nº 5 del mondo Medvedev per 6-4, 6-3, ottenendo il primo successo in carriera contro un Top 5; elimina poi Veselý per cedere il passo a Ruud. Esce nuovamente al primo turno degli Open di Francia contro Polmans.
Eliminato da Rublëv, nº 10 del mondo e futuro vincitore del torneo, al secondo turno di San Pietroburgo, aggiunge il secondo alloro al suo palmares ad Anversa, batte nell'ordine Coppejans, Carreño Busta, Harris e, annullando un match point, Evans in semifinale. Supera in finale de Minaur per 6-1, 7-6. Disputa l'ultimo torneo della stagione al Paris Masters dove, battuto di nuovo Ruud, supera il nº 6 del mondo Tsitsipas e Čilić arrivando per la prima volta ai quarti in un Masters 1000, viene sconfitto da Raonic dopo avere sprecato un match point nel secondo set. A fine stagione raggiunge per la prima volta la 30ª posizione della classifica ATP, terzo transalpino in graduatoria.

### 2021: vittoria ad Halle e 25º nel ranking
Eliminato al primo turno all'esordio stagionale al Melbourne 2, raggiunge il secondo turno agli Australian Open e viene eliminato in cinque set da Nick Kyrgios. Si spinge fino ai quarti a Montpellier, perde in semifinale a Marsiglia contro Pierre-Hugues Herbert e per la prima volta si spinge fino al terzo turno a Miami. Perde tutti gli nei tornei su terra battuta a eccezione dell'Estoril, dove raggiunge i quarti di finale. Torna alla vittoria spingendosi fino ai quarti anche sull'erba di Stoccarda e vince il successivo torneo di Halle superano in finale il nº 7 ATP Andrej Rublëv per 6-3, 7-6, dopo che al secondo turno aveva eliminato il nº 6 Alexander Zverev. Con questo risultato porta il best ranking alla 25ª posizione. Non supera il primo turno a Wimbledon, fa il suo esordio olimpico ai Giochi di Tokyo e raggiunge i quarti eliminando al terzo turno il nº 4 del mondo Stefanos Tsitsipas, viene sconfitto in 3 set dal futuro finalista Karen Chačanov dopo aver vinto il primo. Negli ultimi 5 tornei disputati nel 2021 vince un solo incontro a Toronto, si infortuna a ottobre e chiude con anticipo la stagione al termine della quale si trova alla 35ª posizione mondiale.

### 2022, un titolo Challenger e discesa nel ranking
Apre il 2022 all'ATP Cup dove consegue due sconfitte e la vittoria contro il nº 2 del mondo Daniil Medvedev. Sarà l'unico successo di inizio stagione, torna a vincere a marzo a Miami e non supera il secondo turno, così come non vince mai più di un incontro in tutti i successivi tornei su terra battuta. Eliminato al secondo turno ad Halle, dove era campione uscente, a fine torneo esce dalla top 100 e poco dopo dalla top 150. Si risolleva con alcuni buoni risultati nei Challenger, su tutti la vittoria al torneo di Rennes in finale contro Dominic Thiem. Supera le qualificazioni e Jenson Brooksby al primo turno a Basilea prima di essere eliminato da Holger Rune, e rientra nella top 100.

### 2023: due titoli Challenger 175 e rientro nella top 40
Raggiunge per la prima volta il terzo turno agli Australian Open e viene di nuovo sconfitto da Rune. Nel periodo successivo si mette in luce in Coppa Davis, vincendo entrambi i singolari nella sfida contro l'Ungheria, e a marzo perde la finale al Challenger di Pau contro Luca Van Assche. Raggiunge il terzo turno a Indian Wells con i successi su Zapata Miralles e Shapovalov e viene eliminato da Rublëv, mentre non supera il secondo turno a Miami. A maggio vince il primo titolo stagionale al Challenger 175 di Cagliari con il successo in rimonta in finale su Laslo Đere; si ripete al successivo 175 di Bordeaux superando in finale Tomás Martín Etcheverry. Vince il suo primo incontro in carriera al Roland Garros superando Adrian Mannarino ed esce al secondo turno, mentre non va oltre il primo turno a Wimbledon.
Inizia la trasferta americana raggiungendo le semifinali a Newport e ad Atlanta, mentre si ferma nei quarti all'ATP 500 di Washington e al secondo turno nei Masters 1000 di Toronto e Cincinnati. Esce al turno di esordio agli US Open.

### 2024: secondo titolo ATP 500, prima finale Master 1000, Top 15
All'Open 13 Provence, a Marsiglia, Humbert arriva in finale dopo aver sconfitto il numero 8 e prima testa di serie, Hubert Hurkacz. In finale batte la seconda testa di serie Grigor Dimitrov per vincere il quinto titolo in cinque finali disputate.
Qualche settimana dopo vince il suo sesto titolo, secondo a livello ATP 500, ai Campionati di Dubai, battendo la settima testa di serie Alexander Bublik in finale. Così facendo diventa il terzo uomo dell'era Open a vincere le sue prime sei finali del circuito ATP, dopo Ernests Gulbis e Martin Kližan. Nel corso della competizione sconfigge Gaël Monfils e Andy Murray, e due giocatori della top 10, nei quarti e nella semifinale , rispettivamente il numero 8 Hurkacz, e il numero 4 Daniil Medvedev, campione in carica. Raggiunge così la top 15 nella graduatoria del singolare maschile, suo miglior piazzamento.
Ai Masters di Montecarlo 2024 sconfigge Federico Coria, Zhang Zhizhen e il ripescato Sonego per raggiungere il primo quarto di finale di un Masters in terra rossa e il terzo assoluto, ottenendo un nuovo primato al tredicesimo posto nel ranking.

## Statistiche

### Singolare

#### Vittorie (7)
| Legenda              |
| Grande Slam (0)      |
| ATP Finals (0)       |
| ATP Masters 1000 (0) |
| ATP Tour 500 (2)     |
| ATP Tour 250 (5)     |

| N. | Data             | Torneo                            | Superficie  | Avversario in finale | Punteggio           |
| 1. | 18 gennaio 2020  | Auckland Open, Auckland           | Cemento     | Benoît Paire         | 7–6(2), 3–6, 7–6(5) |
| 2. | 25 ottobre 2020  | European Open, Anversa            | Cemento (i) | Alex de Minaur       | 6–1, 7–6(4)         |
| 3. | 20 giugno 2021   | Halle Open, Halle                 | Erba        | Andrej Rublëv        | 6–3, 7–6(4)         |
| 4. | 11 novembre 2023 | Moselle Open, Metz                | Cemento (i) | Aleksandr Ševčenko   | 6–3, 6–3            |
| 5. | 11 febbraio 2024 | Open 13, Marsiglia                | Cemento (i) | Grigor Dimitrov      | 6–4, 6–3            |
| 6. | 2 marzo 2024     | Dubai Tennis Championships, Dubai | Cemento     | Aleksandr Bublik     | 6–4, 6–3            |
| 7. | 16 febbraio 2025 | Open 13, Marsiglia (2)            | Cemento (i) | Hamad Međedović      | 7–6(4), 6–4         |

#### Finali perse (2)
| Legenda              |
| Grande Slam (0)      |
| ATP Finals (0)       |
| ATP Masters 1000 (1) |
| ATP Tour 500 (1)     |
| ATP Tour 250 (0)     |

| N. | Data            | Torneo                                 | Superficie  | Avversario in finale | Punteggio        |
| 1. | 1º ottobre 2024 | Japan Open Tennis Championships, Tokyo | Cemento     | Arthur Fils          | 7–5, 6(6)–7, 3–6 |
| 2. | 3 novembre 2024 | Paris Masters, Parigi                  | Cemento (i) | Alexander Zverev     | 2–6, 2–6         |

### Doppio

#### Finali perse (1)
| Legenda doppio       |
| Grande Slam (0)      |
| ATP Finals (0)       |
| ATP Masters 1000 (0) |
| ATP Tour 500 (0)     |
| ATP Tour 250 (1)     |

| N. | Data           | Torneo                    | Superficie  | Compagno       | Avversari in Finale          | Punteggio        |
| 1. | 21 luglio 2024 | Swiss Open Gstaad, Gstaad | Terra rossa | Fabrice Martin | Yuki Bhambri Albano Olivetti | 6–3, 3–6, [6–10] |

### Tornei minori

#### Singolare

##### Vittorie (13)
| Legenda tornei minori |
| Challenger (9)        |
| Futures (4)           |

| Nº  | Data              | Torneo                                       | Superficie  | Avversario in finale     | Punteggio           |
| 1.  | settembre 2017    | ITF France F18, Bagnères-de-Bigorre          | Cemento     | Edward Corrie            | 7–5, 2–6, 7–6(4)    |
| 2.  | febbraio 2018     | ITF Switzerland F2, Bellevue                 | Sintetico   | Niels Desein             | 6(2)–7, 7–6(5), 6–3 |
| 3.  | marzo 2018        | ITF Canada F1, Gatineau                      | Cemento     | Strong Kirchheimer       | 6–4, 6–0            |
| 4.  | luglio 2018       | ITF France F12, Bourg-en-Bresse              | Terra rossa | Antoine Cornut Chauvinc  | 6–3, 6–3            |
| 5.  | agosto 2018       | Open Castilla y León, Segovia                | Cemento     | Adrián Menéndez Maceiras | 6–3, 6–4            |
| 6.  | ottobre 2018      | Internazionali Val Gardena Südtirol, Ortisei | Cemento     | Pierre-Hugues Herbert    | 6–4, 6–2            |
| 7.  | novembre 2018     | Internazionali Castel del Monte, Andria      | Cemento     | Filippo Baldi            | 6–4, 7–6(3)         |
| 8.  | febbraio 2019     | Challenger La Manche, Cherbourg              | Cemento     | Steve Darcis             | 6(6)–7, 6–3, 6–3    |
| 9.  | 15 settembre 2019 | Istanbul Challenger, Istanbul                | Cemento     | Denis Istomin            | 6–2, 6–2            |
| 10. | 27 ottobre 2019   | Brest Challenger, Brest                      | Cemento     | Evgenij Donskoj          | 6–2, 6–3            |
| 11. | 18 settembre 2022 | Open de Rennes, Rennes                       | Cemento     | Dominic Thiem            | 6–3, 6–0            |
| 12. | 7 maggio 2023     | Sardegna Open, Cagliari                      | Terra rossa | Laslo Đere               | 4–6, 7–5, 6–4       |
| 13. | 20 maggio 2023    | Tournoi International de Bordeaux, Bordeaux  | Terra rossa | Tomás Martín Etcheverry  | 7–6(3), 6–4         |

#### Doppio

##### Vittorie (3)
| Legenda        |
| Challenger (0) |
| Futures (3)    |

| Nº | Data        | Torneo                          | Superficie  | Compagno      | Avversari in finale               | Punteggio        |
| 1. | agosto 2017 | ITF Belarus F2, Minsk           | Cemento     | Maxime Cressy | Ivan Liutarevich Vadym Ursu       | 4–6, 6–3, [10–5] |
| 2. | luglio 2018 | ITF France F11, Montauban       | Terra rossa | Ulises Blanch | Patricio Heras Gonzalo Villanueva | 6–3, 3–6, [10–6] |
| 3. | luglio 2018 | ITF France F12, Bourg-en-Bresse | Terra rossa | Dan Added     | Jérôme Inzerillo Alexis Musialek  | 2–6, 6–1, [10–5] |

## Risultati in progressione
| Sigla | Risultato               |
| ----- | ----------------------- |
| V     | Vincitore               |
| F     | Finalista               |
| SF    | Semifinalista           |
| O     | Oro olimpico            |
| A     | Argento olimpico        |
| SF    | Bronzo olimpico         |
| QF    | Quarti di Finale        |
| 4T    | Quarto turno            |
| 3T    | Terzo turno             |
| 2T    | Secondo turno           |
| 1T    | Primo turno             |
| RR    | Round Robin             |
| LQ    | Turno di qualificazione |
| A     | Assente                 |
| ND    | Non disputato           |

| Legenda superfici    |
| -------------------- |
| Cemento              |
| Terra battuta        |
| Erba                 |
| Superficie variabile |

### Singolare
| Torneo             | 2018          | 2019          | 2020          | 2021 | 2022          | 2023          | 2024 | V-S   |
| Tornei Grande Slam |               |               |               |      |               |               |      |       |
| Australian Open    | A             | 1T            | 1T            | 2T   | 1T            | 3T            | 3T   | 5–6   |
| Open di Francia    | Q1            | 1T            | 1T            | 1T   | 1T            | 2T            | 1T   | 1–6   |
| Wimbledon          | A             | 4T            | ND            | 1T   | 3T            | 1T            | 4T   | 5–4   |
| US Open            | 2T            | 1T            | 2T            | 1T   | 1T            | 1T            |      | 2–6   |
| Vittorie-Sconfitte | 1–1           | 3–4           | 1–3           | 1–4  | 2–4           | 3–4           | 2–2  | 13–22 |
| Giochi Olimpici    |               |               |               |      |               |               |      |       |
| Giochi Olimpici    | Non disputati | Non disputati | Non disputati | QF   | Non disputati | Non disputati |      | 3–1   |
| Vittorie-Sconfitte | Non disputati | Non disputati | Non disputati | 3–1  | Non disputati | Non disputati | –    | 3–1   |

### Doppio
| Torneo             | 2018          | 2019          | 2020          | V-S |
| Tornei Grande Slam |               |               |               |     |
| Australian Open    | A             | A             | 1T            | 0–1 |
| Open di Francia    | 1T            | 1T            | 1T            | 0–3 |
| Wimbledon          | A             | 1T            | ND            | 0–1 |
| US Open            | A             | A             | A             | 0–0 |
| Vittorie-Sconfitte | 0–1           | 0–2           | 0–2           | 0–5 |
| Giochi Olimpici    |               |               |               |     |
| Giochi Olimpici    | Non disputati | Non disputati | Non disputati | 0–0 |
| Vittorie-Sconfitte | Non disputati | Non disputati | Non disputati | 0–0 |

## Vittorie contro giocatori Top 10
| Stagione | 2016 | 2017 | 2018 | 2019 | 2020 | 2021 | 2022 | 2023 | 2024 | Totale |
| Vittorie | 0    | 0    | 0    | 0    | 2    | 3    | 2    | 2    | 4    | 13     |

| #    | Giocatore              | Ranking | Evento                            | Superficie  | Turno | Punteggio              |
| ---- | ---------------------- | ------- | --------------------------------- | ----------- | ----- | ---------------------- |
| 2020 |                        |         |                                   |             |       |                        |
| 1.   | Daniil Medvedev        | 5       | Hamburg European Open, Amburgo    | Terra rossa | 1T    | 6–4, 6–3               |
| 2.   | Stefanos Tsitsipas     | 6       | Paris Masters, Parigi             | Cemento (i) | 2T    | 7–6(4), 6(6)–7, 7–6(3) |
| 2021 |                        |         |                                   |             |       |                        |
| 3.   | Alexander Zverev       | 6       | Halle Open, Halle                 | Erba        | 2T    | 7–6(4), 3–6, 6–3       |
| 4.   | Andrej Rublëv          | 7       | Halle Open, Halle                 | Erba        | F     | 6–3, 7–6(4)            |
| 5.   | Stefanos Tsitsipas (2) | 4       | Olimpiadi, Tokyo                  | Cemento     | 3T    | 2–6, 7–6(4), 6–2       |
| 2022 |                        |         |                                   |             |       |                        |
| 6.   | Daniil Medvedev (2)    | 2       | ATP Cup, Sydney                   | Cemento     | RR    | 6(5)–7, 7–5, 7–6(2)    |
| 7.   | Casper Ruud            | 5       | Wimbledon, Londra                 | Erba        | 2T    | 3–6, 6–2, 7–5, 6–4     |
| 2023 |                        |         |                                   |             |       |                        |
| 8.   | Andrej Rublëv (2)      | 6       | China Open, Pechino               | Cemento     | 2T    | 5–7, 6–3, 7–6(3)       |
| 9.   | Stefanos Tsitsipas (3) | 6       | Shanghai Masters, Shanghai        | Cemento     | 3T    | 6–4, 3–6, 7–5          |
| 2024 |                        |         |                                   |             |       |                        |
| 10.  | Hubert Hurkacz         | 8       | Open 13, Marsiglia                | Cemento (i) | SF    | 6–4, 6–4               |
| 11.  | Hubert Hurkacz (2)     | 8       | Dubai Tennis Championships, Dubai | Cemento     | QF    | 3–6, 7–6(8), 6–3       |
| 12.  | Daniil Medvedev (3)    | 4       | Dubai Tennis Championships, Dubai | Cemento     | SF    | 7–5, 6–3               |
| 13.  | Carlos Alcaraz         | 2       | Paris Masters, Parigi             | Cemento (i) | 3T    | 6–1, 3–6, 7–5          |